# Haruyo Shimamura
Pour les articles homonymes, voir Shimamura.
Haruyo Shimamura (島村 春世, Shimamura Haruyo) est une joueuse de volley-ball japonaise née le 4 mars 1992 à Kamakura (Préfecture de Kanagawa). Elle mesure 1,82 m et joue au poste de centrale. Elle totalise 112 sélections en équipe du Japon.

## Clubs
| Club                 | De        | À         |
| -------------------- | --------- | --------- |
| Tachibana Highschool | 2007-2008 | 2009-2010 |
| NEC Red Rockets      | 2010-2011 | …         |

## Palmarès

### Équipe nationale
- Championnat d'Asie et d'Océanie
  - Vainqueur : 2017.

### Clubs
- V Première Ligue
  - Vainqueur : 2015, 2017.
- Tournoi de Kurowashiki
  - Finaliste : 2011, 2013.
- Coupe de l'impératrice
  - Finaliste : 2015.
- Championnat AVC des clubs
  - Vainqueur : 2016.